# Окамото Тецуо
Окамото Тецуо (порт. Tetsuo Okamoto, 20 березня 1932 — 1 жовтня 2007) — бразильський плавець.
Призер Олімпійських Ігор 1952 року.
Переможець Панамериканських ігор 1951 року.